# أفلح مولى أبي أيوب الأنصاري
أفلح مولى أبي أيوب الأنصاري المدني، كنيته أبو عبد الرحمن ويقال: أبويحيى ويقال: أبو كثير، مولى أبي أيوب الأنصاري وكان يكون معه في مغازيه، وكان ثقة جليل القدر من كبار التابعين، مات في خلافة يزيد بن معاوية، سنة ثلاث وستين، وقيل قتل بالحرة.

## روايته للحديث النبوي
- روى عن: مولاه أبي أيوب خالد بن زيد الأنصاري، وزيد بن ثابت، وأبي سعيد سعد بن مالك الأنصاري الخدري، وعبد الله بن سلام، وعثمان بن عفان، وعمر بن الخطاب .
- روى عنه: أبو الوليد عبد الله بن الحارث البصري نسيب محمد بن سيرين، ومحمد بن سيرين، وواقد بن عمرو بن سعد بن معاذ الأنصاري، وأبو بكر بن محمد بن عمرو بن حزم، وأبو سفيان مولى ابن أبي أحمد، وأبو الورد بن أبي بردة.

## ثناء العلماء عليه
- قال أحمد بن حنبل : تابعي ثقة من كبار التابعين.
- قال أحمد بن صالح الجيلي : ثقة.
- قال ابن حجر العسقلاني : ثقة.
- قال محمد بن سعد كاتب الواقدي: ثقة قليل الحديث.